# Нур-Селення
Нур-Селення (рос. Нур-Селение) — улус Іволгинського району, Бурятії Росії. Входить до складу Сільського поселення Нижньоіволгинське.
Населення — 1871 особа (2015 рік).